# Дерозье, Жюльен
Жюлье́н Дерозье́ (фр. Julien Desrosiers; 14 октября 1980, Сент-Анакль-Де-Лессар, Квебек, Канада) — французский и канадский профессиональный хоккеист, нападающий клуба «Бордо». Игрок сборной Франции по хоккею с шайбой.

## Биография

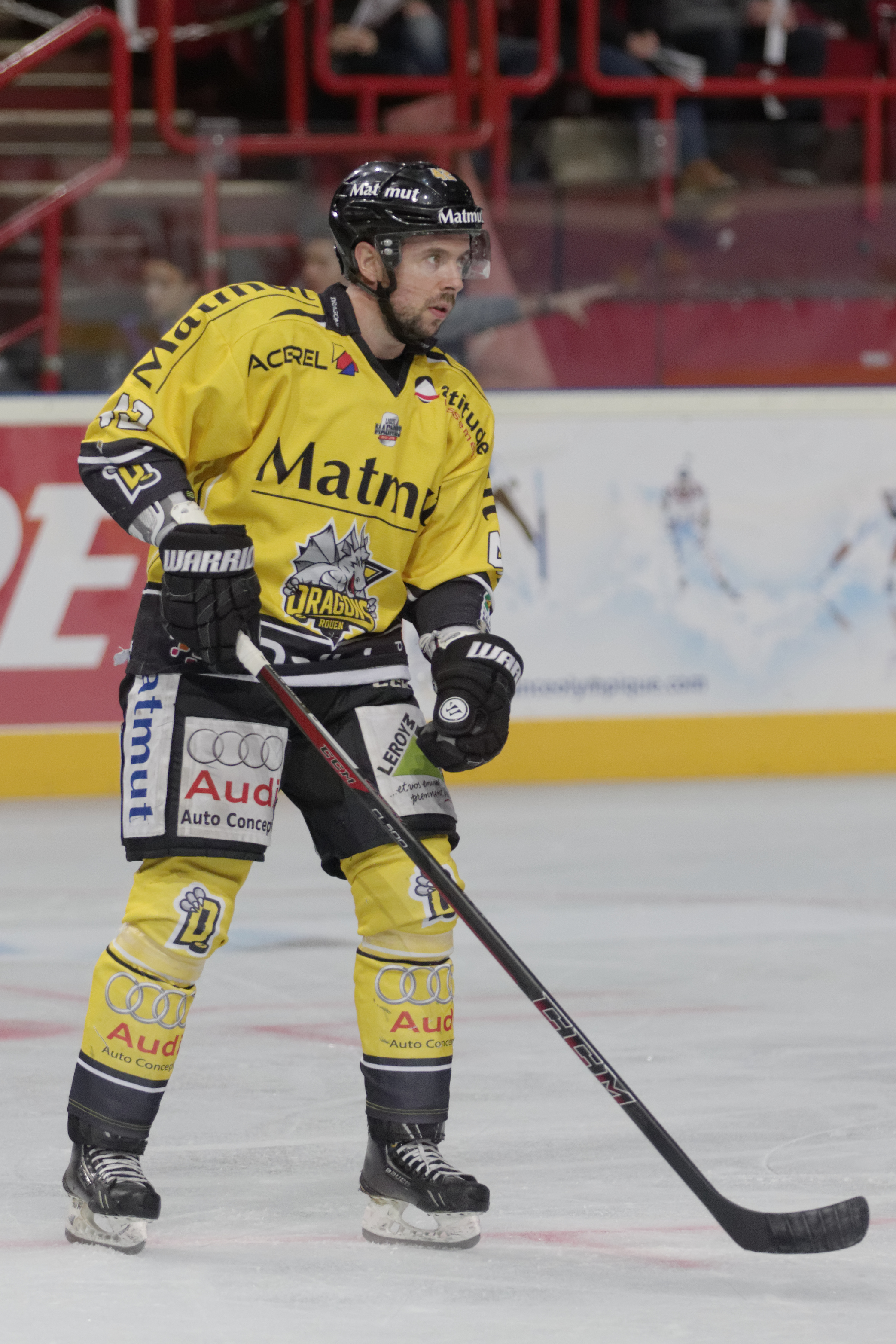
Дерозье в составе «Руана»

Дерозье начал хоккейную карьеру в Канаде, выступал за клубы «Жонкьер Элитс», «Римуски Осеаник» и «Драммондвилл Вольтижерс». В 2001 году перешёл в клуб второй французской лиги «Страсбург». В 2005 году Жюльен подписал контракт с клубом «Руан». В составе команды отыграл 10 лет, стал обладателем континентального кубка 2012. В 2015 году перешёл в «Бордо». Выступает за сборную Франции по хоккею с шайбой с 2005 года.